# 琴ノ尾岳
琴ノ尾岳(ことのおだけ)は、長崎県諫早市（旧多良見町）および西彼杵郡長与町にまたがる標高451.4メートルの山である。

## 概要
西彼杵郡長与町と諫早市多良見町の町境に位置する。標高は451メートルで長与町の最高峰である。
麓にはみかん畑が広がり、山頂部には公園として展望台や広場、駐車場が整備されている。
展望台からは大村湾対岸の大村市や長崎空港（箕島）、遠くは多良岳や雲仙岳を望むことが出来る。また、山頂部付近にはNTTの中継アンテナが建っている。
頂上付近には、琴ノ尾神社や江戸時代初期に長崎港への異国船入港を大村藩に連絡するために設けられた烽火台の跡があり、1808年（文化5年）のフェートン号事件の際にもここから狼煙が上げられた記録が残っている。

## 登山
登山コースは、長崎本線本川内駅より扇塚峠コース（本川内駅 - 登山口 - 扇塚峠 - 山頂）と、松ノ頭峠コース(本川内駅 -「琴ノ尾登口」バス停 - 烽火台跡 - 山頂)があり、前者は105分、後者は90分程度で山頂まで至る。